# Лунгань (Войнешть, Ясси)
Лунгань, Лунгані (рум. Lungani) — село у повіті Ясси в Румунії. Входить до складу комуни Войнешть.
Село розташоване на відстані 312 км на північ від Бухареста, 15 км на південний захід від Ясс.

## Населення
За даними перепису населення 2002 року у селі проживали 590 осіб, усі — румуни. Рідною мовою 588 осіб (99,7%) назвали румунську.